# Willem de Heusch

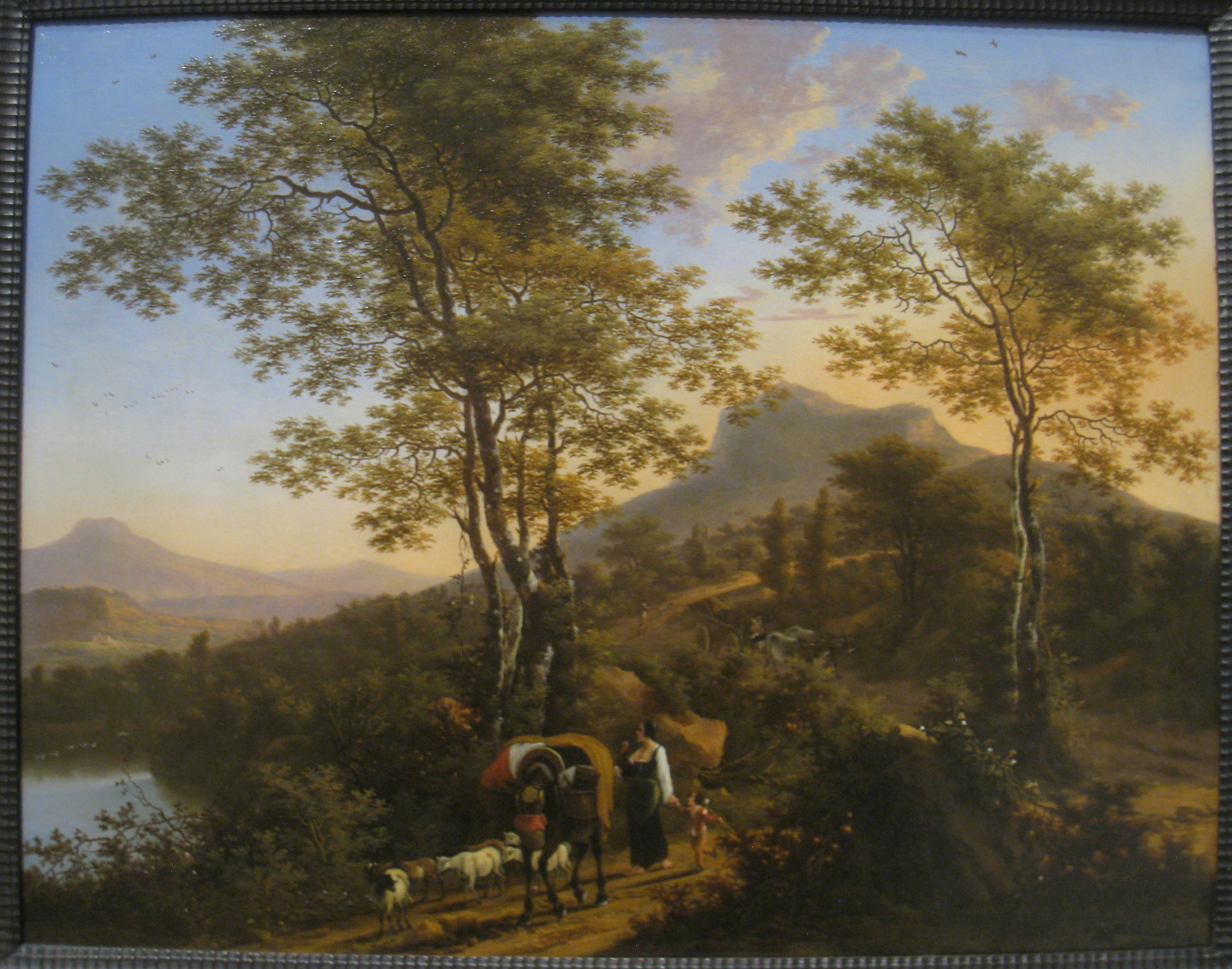
Willem de Heusch, Pejzaż włoski z wieśniakami

Willem  (lub Guilliam) de Heusch (ochrz. 22 września 1612 w Utrechcie, poch. 9 marca 1692 tamże) – holenderski malarz i grafik okresu baroku, pejzażysta.

## Życiorys
Prawdopodobnie był uczniem Jana Botha. W latach 1640–1649 przebywał we Włoszech. Tworzył głównie italianizujace pejzaże pod wpływem Lorraina. Malarzem był również jego bratanek – Jacob de Heusch (1657–1701).

## Wybrane dzieła
- Pejzaż górski z rzeką -  21,5 x 29 cm. Mauritshuis, Haga
- Pejzaż górski we  Włoszech -  21,5 x 29 cm, Mauritshuis, Haga
- Pejzaż o zachodzie słońca -  Rijksmuseum, Amsterdam
- Pejzaż włoski z wieśniakami -  Art Museum, Worcester
- Pejzaż z wieśniakami prowadzącymi stado -  Luwr, Paryż